# Krzysztof Bauman
Krzysztof Bauman (ur. 26 marca 1955 w Kamieniu Pomorskim) – polski aktor teatralny, filmowy i telewizyjny, także reżyser i scenograf teatralny.

## Kariera zawodowa
W 1978 roku ukończył Państwową Wyższą Szkołę Teatralną w Warszawie. 23 grudnia 1978 r. zadebiutował w Tryptyku listopadowym Stanisława Wyspiańskiego w reż. Janusza Warmińskiego na scenie Teatru Ateneum w Warszawie. Krzysztof Bauman w trakcie swojej kariery zawodowej występował w teatrach: Ateneum w Warszawie (1978–1979), Bałtyckim w Koszalinie (1979–1980), Współczesnym we Wrocławiu (1980–1983), Studio w Warszawie (1983–1985), Polskim we Wrocławiu (1986–1988, 1993–1995, 1996–1997), Nowym w Poznaniu (1988–1992), Polskim w Poznaniu (1997–1998 i 2000–2001), Powszechnym w Łodzi (1998–2003). Od roku 2003 aktor Teatru Dramatycznego w Warszawie.

### Nagrody
- 1980 – Bursztynowy Pierścień – nagroda w plebiscycie publiczności za rolę tytułową w Kordianie Juliusza Słowackiego w Bałtyckim Teatrze Dramatycznym w Koszalinie
- 1981 – wyróżnienie za rolę Lowy w przedstawieniu Kronika wypadków miłosnych według Tadeusza Konwickiego w Teatrze Współczesnym im. Edmunda Wiercińskiego we Wrocławiu na XXII FPSW we Wrocławiu
- 1983 – Nagroda Zarządu Wojewódzkiego ZSMP z okazji Międzynarodowego Dnia Teatru
- 2002 – nagroda prezydenta Łodzi z okazji Międzynarodowego Dnia Teatru

## Role teatralne
- 1978 – Henryk IV (reż. Jan Kulczyński)
- 1978 – Tryptyk listopadowy jako Czechowski; Podchorąży 3; Faust (reż. Janusz Warmiński)
- 1980 – Żołnierz królowej Madagaskaru jako Kazio (reż. Jan Jeruzal)
- 1980 – Kordian jako Kordian / Nieznajomy (reż. Andrzej Rozhin)
- 1981 – Kronika wypadków miłosnych jako Lowa (reż. Kazimierz Braun)
- 1982 – Dziady jako Konrad (reż. K. Braun)
- 1983 – Dżuma jako strażnik (reż. zespołowa)
- 1984 – Pułapka jako Maks (reż. Jerzy Grzegorzewski)
- 1987 – Balkon jako Komendant Policji (reż. Tadeusz Minc)
- 1987 – Kordian jako Wielki Książę Konstanty (reż. Wojciech Maryański)
- 1988 – Czekając na Godota jako Pozzo (reż. Andrzej Makowiecki)
- 1989 – Tartuffe jako Kleant (reż. Izabela Cywińska)
- 1990 – Maszyna zmian jako Jupi; Kupiec;Biały Niedźwiedź (reż. Andrzej Maleszka)
- 1991 – Ferdydurke jako Miętus (reż. Waldemar Śmigasiewicz)
- 1992 – Księga bałwochwalcza jako Bruno Schulz (reż. W. Śmigasiewicz)
- 1994 – Romeo i Julia jako Tybalt (reż. Tadeusz Bradecki)
- 1996 – Król umiera czyli ceremonie jako lekarz (reż. J. Grzegorzewski)
- 1999 – Skąpiec jako Harpagon (reż. Artur Tyszkiewicz)
- 2000 – Damy i huzary jako rotmistrz (reż. Agnieszka Glińska)
- 2001 – Zemsta jako Rejent Milczek (reż. Marcin Sławiński)
- 2001 – Ferdydurke jako Pimko (reż. W. Śmigasiewicz)
- 2004 – Samobójca jako Pitunin (reż. Marek Fiedor)
- 2007 – Peer Gynt. Szkice z dramatu Henryka Ibsena jako Peer Gynt (reż. Paweł Miśkiewicz)
- 2008 – Galaktyka Szekspir jako Oberon (reż. Marcin Grota)
- 2008 – Amadeusz jako Antonio Salieri (reż. Zbigniew Kułagowski)

### Teatr Telewizji
- 1994 – Złoty chłopak jako Eddie (reż. Maciej Dejczer)
- 1995 – Kasia z Heilbronnu jako Burgrabia von Freiburg (reż. Jerzy Jarocki)
- 1996 – Improwizacja wrocławska (reż. Andrzej Wajda)
- 1997 – Śledztwo jako policjant w Pickering (reż. Waldemar Krzystek)
- 1999 – Kajtuś Czarodziej jako komisarz (reż. Julia Wernio)

## Prace reżyserskie i scenograficzne
- 1992 – Księga bałwochwalcza – asystent reżysera
- 1994 – Kwartet dla czterech aktorów – reżyseria, scenografia
- 1997 – Clara – współpraca reżyserska
- 1998 – Końcówka – reżyseria, scenografia
- 2001 – Końcówka – reżyseria

## Filmografia
- 1978 – Bez znieczulenia jako Student Michałowskiego
- 1987 – Zero życia jako wychowawca w domu dziecka o pseudonimie „Brzytwa”
- 1993–1994 – Bank nie z tej ziemi jako zbir na Dworcu Centralnym
- 2000 – Trędowata jako lekarz wiedeński
- 2000 – Świat według Kiepskich jako doktor Rymuszko
- 2005–2006 – Egzamin z życia jako Manager „Perkoza”
- 2005 – Pierwsza Miłość jako Zygmunt Popek, mężczyzna osadzony wraz z Pawłem Krzyżanowskim w jednej celi Aresztu Śledczego
- 2007 – Determinator jako policjant Jarosław Nowak